# Marc Smet
Marc Smet, född 5 februari 1951, är en friidrottare från Belgien. Han deltog vid olympiska sommarspelen 1976 och olympiska sommarspelen 1980.